# Paruline à calotte noire
Cardellina pusilla
Espèce
Statut de conservation UICN

 LC  : Préoccupation mineure
La Paruline à calotte noire (Cardellina pusilla, anciennement Wilsonia pusilla) est une espèce de passereaux appartenant à la famille des Parulidae.

## Répartition

zone de nidification
zone d'hivernage

Cet oiseau niche dans la majeure partie du Canada et en Alaska, et hiverne principalement au Mexique et en Amérique centrale.